# Totò e Cleopatra
Totò e Cleopatra é um filme italiano de 1963 dirigido por Fernando Cerchio.

## Sinopse
Marco António tem um irmão sósia chamado Totonno. Enquanto um morre de amores por Cleópatra, o outro é um sinistro traficante de escravos, que substitui o chefe nos momentos mais delicados. A contínua aparição, ora do verdadeiro, ora do falso, lança o caos; a rainha do Egipto não sabe mais o que fazer com a aparente dupla personalidade do homem que acreditava ter nas mãos; e o Senado anda às voltas com súbitas mudanças de intenções. É então que estala a guerra entre Roma e o Egipto e um dos irmãos é morto.

## Elenco
- Totò: Totonno / Marco Antônio
- Magali Noël: Cleópatra
- Franco Sportelli: Enobarbo
- Carlo Delle Piane: Cesarione
- Moira Orfei: Ottavia
- Lia Zoppelli: Fulvia